# Bakaszenes
Bakaszenes (korábban Uhliszka, szlovákul Uhliská) község Szlovákiában, a Nyitrai kerület Lévai járásában.

## Fekvése
Lévától 26 km-re északkeletre, Selmecbányától 15 km-re délnyugatra fekszik.

## Története
1554-ben említik először, Bakabányához tartozott. Lakói szénégetők voltak, akik a 16. században Léva várát látták el.
Fényes Elek szerint "Uhliszkó, Honth vm. tót falu, Selmeczhez 2 mfld., magas hegyek közt: 350 kath., 20 evang. lak."
1910-ben még nem volt önálló község. A trianoni békeszerződésig Hont vármegye Báti járásához tartozott.
1952-ben vált ki Bakabányából. Lakói erdei munkákkal, szövéssel, faárukészítéssel foglalkoztak.

## Népessége
| Év:            | 1994. | 2004.   | 2014.    | 2024.   |
| -------------- | ----- | ------- | -------- | ------- |
| Emberek száma: | 247   | 223     | 182      | 186     |
| Eltérés:       |       | -9,71 % | -18,38 % | +2,19 % |

| Év:            | 2023. | 2024.   |
| -------------- | ----- | ------- |
| Emberek száma: | 197   | 186     |
| Eltérés:       |       | -5,58 % |

1991-ben 284 lakosából 283 szlovák és 1 cseh volt.
2001-ben 220 lakosából 217 szlovák, 1-1 magyar és cseh volt.
2011-ben 202 lakosából 185 szlovák, 1-1 magyar, cseh, orosz és más, illetve 13 ismeretlen nemzetiségű volt.
2021-ben 180 lakosából 2 magyar, 167 (+1) szlovák, 3 egyéb és 8 ismeretlen nemzetiségű volt.

## Nevezetességei
- Római katolikus temploma 1897-ben épült neoklasszicista stílusban.